# Dylan Arnold
Dylan Arnold, född 11 februari 1994 i Seattle, Washington, är en amerikansk skådespelare.
Arnold har bland annat medverkat i TV-serien You från 2021. Han har även medverkat i filmerna After från 2019, After We Collided från 2020 och Oppenheimer från 2023.

## Filmografi (i urval)
- 2019: After
- 2020: After We Collided
- 2021: You
- 2023: Oppenheimer
- 2024 – Lady in the Lake (TV-serie)